# Gersónides
Levi ben Gershon (en hebreo, לוי בן גרשון), más conocido como Gersónides o Ralbag (Bagnols-sur-Cèze, Languedoc, 1288-1344), fue un famoso rabino, filósofo, talmudista, matemático, astrónomo y astrólogo francés. Fue uno de los más importantes comentadores bíblicos de su tiempo.

## Pensamiento
Gersónides en su libro Milhamot Ha-Shem dejó en claro su pensamiento en cuanto a fe y razón "El Tanaj (Biblia Hebrea) no puede imponernos con la fe, que nosotros conozcamos la verdad a través de la razón."

## Trabajos talmúdicos
- Shaarei Tsedek (publicado en Livorno, 1800): un comentario de la decimotercera regla mosaica de Tanna, R'Yishmael;
- Mechokek Safun, una interpretación del material aggádico en el quinto capítulo del Bava Basra en la Mishná;
- Un comentario al Berachos en la Mishná;
- Dos responsa.

Solo se ha preservado el primer texto.

## Eponimia
- El cráter lunar Rabbi Levi lleva este nombre en su memoria.[4]